# Nikolaus Krasa
Nikolaus Krasa (* 30. Juni 1960 in Wien) ist ein österreichischer römisch-katholischer Priester. Von 2011 bis 2025 war er Generalvikar der Erzdiözese Wien.

## Leben
Nach dem Besuch des Wiener Schottengymnasiums studierte Krasa zunächst Physik und Mathematik an der Universität Wien, begann aber 1980 mit dem Theologiestudium und trat im darauf folgenden Jahr in das Wiener Priesterseminar ein. Von 1983 bis 1986 war er Studienassistent am Institut für Neutestamentliche Bibelwissenschaft an der Universität Wien. Nach seiner Priesterweihe 1987 war er vier Jahre als Kaplan in der Wiener Kalvarienbergkirche tätig. Die folgenden beiden Jahre studierte er am Päpstlichen Bibelinstitut in Rom Bibelwissenschaft und arbeitete in einer römischen Pfarre mit. Danach wurde er Tutor im Wiener Priesterseminar sowie Aushilfskaplan in den Pfarren Ebreichsdorf und Weigelsdorf. Daneben begann er eine Dissertation in Alttestamentlicher Bibelwissenschaft, die er 2004 abschloss.
1995 wurde er Pfarrer der Pfarre Jedlesee, 2002 Dechant des Stadtdekanats 21. Von 2003 bis 2010 war er Regens des Wiener Priesterseminars. Seit 2008 ist er im Metropolitan- und Domkapitel zu St. Stephan und seit 2011 als Nachfolger von Franz Schuster Generalvikar der Erzdiözese Wien. Mit der Emeritierung des Wiener Erzbischofs Christoph Kardinal Schönborn und der Vakanz des erzbischöflichen Stuhles verlor Krasa kirchenrechtlich automatisch das Amt des Generalvikars. Seit 22. Jänner ist er Delegat des Apostolischen Administrators der Erzdiözese Wien.